# Puig Castellar (Balenyà)
|  | Per a altres significats, vegeu «Puig Castellar». |

El Puig Castellar o el Castellar és una muntanya de 1.016 m. al nord de la urbanització Puigsagordi, i és el cim més alt de tot el terme municipal de Balenyà.
El Puig està situat a uns 300 m dels repetidors que distribueixen les ones de ràdio i televisió a bona part de la Plana i del Moianès. Es troba envoltat de bosc i de parets de roca calcària molt aptes per l'escalada. La zona forma part d'una finca particular, i disposa d'unes 40 vies d'escalada de diferents graus de dificultat i d'una mitjana de 20 metres d'alçada.
La seva importància principal rau en el fet que 2000 anys enrere fou un assentament iber. Els ausetans situaven els seus nuclis en punts estratègics per controlar el territori i el Puig Castellar n'és un de molt bo, ja que les vistes que ofereix són impressionants: des de les muntanyes de Montserrat, l'altiplà del Moianès i tota la Plana de Vic, fins als Pirineus. Diverses restes ibèriques van aparèixer quan les màquines que obrien els vials de la urbanització Puigsagordi van treure a la llum trossos de ceràmica, monedes i altres tipus d'objectes. Aquestes restes es conserven al Museu Episcopal de Vic.
Actualment (2007) el cim està coronat per una moderna creu de pedra datada de l'any 1968. La creu va ser construïda en aquest indret per un pare desolat per la mort del seu fill de 19 anys. És una zona bonica i curiosa, ja que la presència de grans blocs de pedra calcària en fa un paisatge diferent al que es veu a la zona. L'accés a la creu no és fàcil i s'ha de buscar un camí segur per arribar-hi. Cal una preparació adequada per escalar-lo.